# Жан-Ів Ле Дріан
Жан-Ів Ле Дріан (фр. Jean-Yves Le Drian; нар. 30 червня 1947, Лор'ян, Франція) — французький політик. Міністр Європи та закордонних справ із 17 травня 2017 до 20 травня 2022 року. Колишній член Соціалістичної партії, незалежний політик з 2018 року.

## Біографія
1977 року — депутат парламенту м. Лор'ян, помічник з економічних питань мера м. Лор'ян.
З квітня 1978 до квітня 1991 — депутат Національної асамблеї округу Морбіан.
Травень 1991 — квітень 1992 — заступник міністра з морських справ.
У 1997–2008 — депутат парламенту.
У 2004—2012, 2015—2017 — голова Регіональної ради Бретані.
2007 року отримав запрошення ввійти до складу кабінету міністрів від президента Ніколя Саркозі, але відмовився.
У 2009–2010 рр. керував виборчою кампанією Соціалістичної партії на виборах до регіональних парламентів. Партія програла Союзу за народний рух.
З вересня 2010 — голова Конференції заморських територій Європи (CRPM).
З травня 2012 до травня 2017 — міністр оборони Франції.
Із 17 травня 2017 до 20 травня 2022 — Міністр Європи та закордонних справ.